# Безусловен рефлекс
Безусловните рефлекси са рефлекси, които се предават наследствено и обикновено са характерни за всички представители на даден вид. Те не се променят от влиянията на околната среда. Съществуват такива условно-рефлекторни реакции, които могат да започнат да функционират веднага след раждането или малко по-късно след съзряването, но има и такива, които до определен момент са функционирали и впоследстие са загубили функцията си.
Безусловните рефлекси са в основата на личностното развитие. Когато се ражда даден индивид, той притежава набор от безусловни рефлекси, които по-нататък спомагат за усъвършенстването на нервната система.
Примери за безусловни рефлекси са: рязкото отдръпване на ръката при докосване на гореща повърхност, отделяне на много слюнка при вкусване на нещо кисело, кихане при попадане на прах в носната кухина и други.
Изучаването на безусловните и условните рефлекси се дължи на руския учен Иван Павлов, който е и нобелов лауреат.